# Saale
Saale (njemački: Saale, Sächsische Saale, Thüringische Saale) rijeka je u Njemačkoj (Bavarska, Tiringija, Saska-Anhalt). Lijeva je pritoka Labe. Duga je 413 km, a površina porječja iznosi 24.167 km2.